# Aloe inconspicua
Aloe inconspicua là một loài thực vật có hoa trong họ Măng tây. Loài này được Plowes mô tả khoa học đầu tiên năm 1986.